# Mazong (socken i Kina, Sichuan)
Mazong (kinesiska: 马宗乡, 马宗) är en socken i Kina. Den ligger i provinsen Sichuan, i den sydvästra delen av landet, omkring 450 kilometer söder om provinshuvudstaden Chengdu. Antalet invånare är 2 209. Befolkningen består av 1 021 kvinnor och 1 188 män. Barn under 15 år utgör 22,0 %, vuxna 15-64 år 63 %, och äldre över 65 år 14,0 %.
Genomsnittlig årsnederbörd är 1 137 millimeter. Den regnigaste månaden är juli, med i genomsnitt 320 mm nederbörd, och den torraste är januari, med 3 mm nederbörd.